# جورج تسيمارمان
جورج زيمارمان (بالألمانية: Georg Zimmermann)‏ هو دراج ألماني، ولد في 11 أكتوبر 1997.

## وصلات خارجية
- جورج تسيمرمان على موقع الاتحاد الدولي للدراجات (الإنجليزية)
- جورج تسيمرمان على موقع أرشيف الدراجات (الإنجليزية)
- جورج تسيمرمان على موقع إحصائيات الدراجات الإحترافية (الإنجليزية)
- جورج تسيمرمان على موقع نسبة الدراجات (الإنجليزية)